# Renato Borghetti
Renato Borghetti, también conocido como Borghettinho (Porto Alegre, 23 de julio de 1963), es un acordeonista y folclorista brasileño, uno de los intérpretes más importantes de la música nativista gaúcha. Su instrumento es una variante del acordeón diatónico, conocida como «gaita ponto», muy popular en Brasil.
Su música tiene como base el folclore de la región Sur de Brasil y de los países limítrofes de Argentina y Uruguay. Entre los ritmos que interpreta están el xote, ranchera, milonga, polca, vanerão, chamamé, tango, forró, samba y baião. También ha incursionado frecuentemente en otros géneros como el jazz y la música clásica, en compañía de orquestas de cámara y sinfónicas.
Ganó varios premios en festivales y ha compartido escenario o realizado grabaciones con músicos como Luiz Gonzaga, Adriana Calcanhoto, Stephane Grapelli, Hermeto Pascoal, Ron Carter, Leon Russel y Edgar Winter, entre otros.

## Biografía
A los diez años comenzó su formación como músico en su hogar en Barra do Ribeiro, Río Grande del Sur, luego de que su padre le regalara un acordeón diatónico (en portugués: «gaita-ponto»). Debutó como músico profesional a los 16 años, en un centro de tradiciones gaúchas (CTG), y comenzó a participar de festivales de música folclórica por todo Brasil, donde llamaba la atención por su música y por su presentación en escena: cabellos largos, sombrero sobre los ojos, bombacha de campo y alpargatas.
En 1984 alquiló un estudio de grabación para el que sería su primer disco, un trabajo independiente con una tirada proyectada de dos mil copias, para el que solicitó la colaboración de los músicos Ênio Rodrigues, Oscar Soares y Francisco Castilhos. Antes de su lanzamiento, el productor Ayrton dos Anjos presentó la grabación al sello RBS Discos, quien decidió lanzar el disco por su cuenta. En tres semanas se vendieron sesenta mil copias, récord de ventas en Río Grande del Sur. Poco después se alcanzó la cifra de cien mil por lo que obtuvo un disco de oro, el primero para un disco instrumental y para la música nativista gaúcha en Brasil. Vendió más de un cuarto de millón de copias en CD, por las que obtuvo el disco de platino. Las interpretaciones más destacadas en este disco son Milonga para as missões, de Gilberto Monteiro; Minuano, de Sadi Cabral y Tio Bilia na oito baixos, de Tio Bilia.
Al año siguiente el sello Som Livre editó su segundo disco, titulado Renato Borghetti. En 1987 RCA Victor presentó el tercero, con el mismo nombre, que entre otros temas propios o en coautoría incluye una versión de Negrinho do pastoreio, de Barbosa Lessa. Se presentó en Alemania en 1987 y en 1988 en el Free Jazz Festival de São Paulo y en el Proyecto «Pixinguinha» en Río de Janeiro.
Además de la música folclórica gaúcha, ha incursionado en otros géneros musicales como el jazz y la música clásica. En los años 1990 se presentó en el «Sounds of Brazil» (S.O.B.) de Nueva York junto con la orquesta de cámara del Teatro São Pedro. Ha realizado presentaciones conjuntas con otras orquestas brasileñas, entre ellas la Orquesta Sinfónica de Porto Alegre (OSPA), la orquesta Unisinos y las orquestas de cámara de Blumenau y de Curitiba.
En 1991 la Asociación Paulista de Críticos de Arte le entregó el premio al mejor disco de música regional del año y grabó el disco Borghetti, que incluía los temas São Jorge, de Hermeto Pascoal, y Fantasia para gaita de ponto e orquestra de câmara, con la dirección de Fred Guerling. A partir de ese año integró el Proyecto Asa Branca, que organizaba espectáculos en todo Brasil con la presencia de artistas como Sivuca, Dominguinhos, Elba Ramalho, Alceu Valença, etc.
En sus discos, además de los temas propios y en coautoría ha realizado versiones de temas tradicionales o de importantes músicos brasileños como Lupicínio Rodrigues, Hermeto Pascoal, Sivuca, Glorinha Gadelha, Sadi Cardoso, Barbosa Lessa, Kleiton y Kledir, etc. En 1994, Prestige Records lanzó en Inglaterra el LP Accordionist, que incluye una versión de Bachianas brasileiras nº 5, de Heitor Villa-Lobos. En 1995 apareció Instrumental no CCBB, grabado en el CCBB de Río de Janeiro junto a Hermeto Pascoal y en 1996 Gaúcho, que incluye temas en colaboración con Paulo Silveira y Hilton Vaccari.
Entre 1995 y 1996, como representante del sur de Brasil, recorrió el país con el proyecto Brasil Musical, junto a Paulo Moura, Hermeto Pascoal, Wagner Tiso, Egberto Gismonti, entre otros. Participó en trabajos conjuntos con artistas argentinos, uruguayos y europeos, realizó giras por Europa y volvió a presentarse en el Free Jazz Festival de São Paulo en 1997. En 1998, interpretó varios clásicos gaúchos en un disco dedicado a Barbosa Lessa: Gauderiando. Entre ellos Prenda minha, con la participación de Milton Nascimento, y el Himno Riograndense con la orquesta sinfónica de Porto Alegre.
Participó en 2001 del primer Festival de Acordeón de Maranhão (en portugués: «Festival da Sanfona»), junto a Dominguinhos, Sivuca, Waldonys, el argentino Antonio Tarragó Ros y los estadounidenses Geno Delafose y Mingo Saldivar. También participó en el Encuentro de generaciones y raíces del Proyecto Río Sesc Instrumental, realizado en el Sesc Copacabana de Río de Janeiro.
Lanzó tres álbumes en 2002: Renato Borghetti, ao vivo em Viena, Umberto Petrin e Renato Borghetti - Reunião (junto al pianista italiano Umberto Petrin) y A música brasileira deste século por seus autores e intérpretes. En 2007 lanzó Fandango, su primer DVD que luego se presentó como CD. En 2010 realizó una gira por Europa que incluyó Austria, Bélgica, Finlandia, Hungría, Inglaterra, Italia y Portugal. 
Dos de sus discos fueron nominados a los premios Grammy Latinos en la categoría «Mejor álbum de música tradicional regional o de raíces brasileñas». En 2005 por Gaitapontocom y en 2008 por Fandango!.

## Discografía
- 1984 - Gaita Ponto - RNS Discos
- 1985 - Renato Borghetti - Som Livre
- 1987 - Renato Borghetti - RCA Victor
- 1988 - Esse tal de Borghettinho - RCA/BMG-Ariola
- 1989 - Renato Borghetti - Chantecler/Continental
- 1990 - O Melhor de Renato Borghetti - Som Livre
- 1991 - Borghetti - Continental
- 1992 - Pensa que Berimbau é Gaita? - RBS Discos
- 1993 - Renato Borghetti - RGE
- 1993 - Instrumental no CCBB (con Hermeto Pascoal) - RGE
- 1994 - Accordionist - Prestige Records
- 1995 - As 20 Melhores de Renato Borghetti - RGE
- 1996 - Gaúcho - RGE
- 1998 - Gauderiando - RGE
- 1999 - Ao Ritmo de Tio Bilia - RBS Discos/Som Livre
- 2001 - Paixão no Peito
- 2002 - Renato Borghetti, Ao Vivo em Viena
- 2002 - Umberto Petrin & Renato Borghetti - Reunião
- 2002 - SESC São Paulo - A Música Brasileira Deste Século Por Seus Autores e Intérpretes
- 2005 - Gaitapontocom
- 2005 - Renato Borghetti Ao Vivo Theatro São Pedro - Porto Alegre/RS
- 2005 - Gaúchos em Viena
- 2007 - Fandango!
- 2012 - Andanças Live in Bruxelas
- 2016 - Gaita na Fábrica